# José Luis García (calciatore 1985)
José Luis García (Isidro Casanova, 18 aprile 1985) è un ex calciatore argentino, di ruolo centrocampista.

## Carriera
Ha giocato nella seconda divisione argentina e nella prima divisione dei campionati argentino, messicano, cileno, paraguaiano, costaricano e rumeno.